# اتحادیه فوتبال بلغارستان

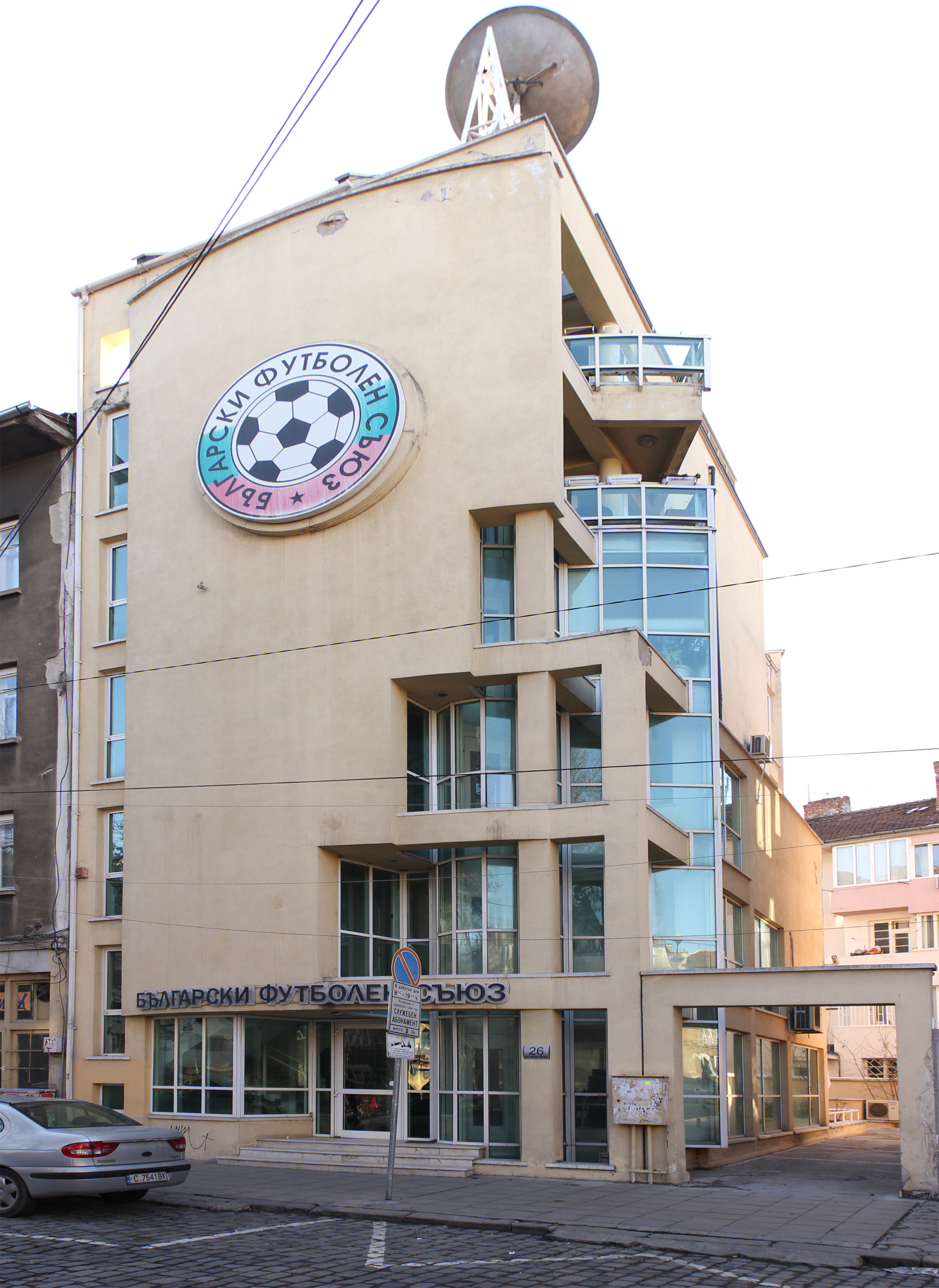
ساختمان اتحادیه فوتبال بلغارستان در صوفیه

اتحادیه فوتبال بلغارستان (بلغاری: [Български футболен съюз, БФС, Bŭlgarski futbolen sŭyuz] Error: {{Lang}}: متن دارای نشانه‌گذاری ایتالیک است (راهنما)) نهاد اداره‌کننده مسابقات فوتبال و فوتسال در کشور بلغارستان است.
این اتحادیه که در ۱۹۲۳ تأسیس شده عضو یوفا و فیفا نیز می‌باشد و مقر آن در شهر صوفیه است.
مسابقات لیگ حرفه‌ای دسته اول فوتبال بلغارستان، جام حذفی فوتبال بلغارستان و سوپر جام فوتبال بلغارستان زیر نظر این اتحادیه برگزار می‌شود.